# Jozerand
Jozerand ist eine französische Gemeinde mit 564 Einwohnern (Stand 1. Januar 2022) im Département Puy-de-Dôme in der Region Auvergne-Rhône-Alpes (vor 2016 Auvergne). Sie gehört zum Arrondissement Riom und zum Kanton Saint-Georges-de-Mons (bis 2015 Combronde).

## Geographie
Jozerand liegt etwa vierzehn Kilometer nördlich von Riom und etwa 25 Kilometer nördlich von Clermont-Ferrand. Umgeben wird Jozerand von den Nachbargemeinden Champs im Norden, Saint-Agoulin im Osten und Nordosten, Artonne im Osten und Südosten, Combronde im Süden und Südwesten, Montcel im Westen sowie Saint-Hilaire-la-Croix im Nordwesten.
Durch den Osten der Gemeinde führt die Autoroute A71.

## Weblinks

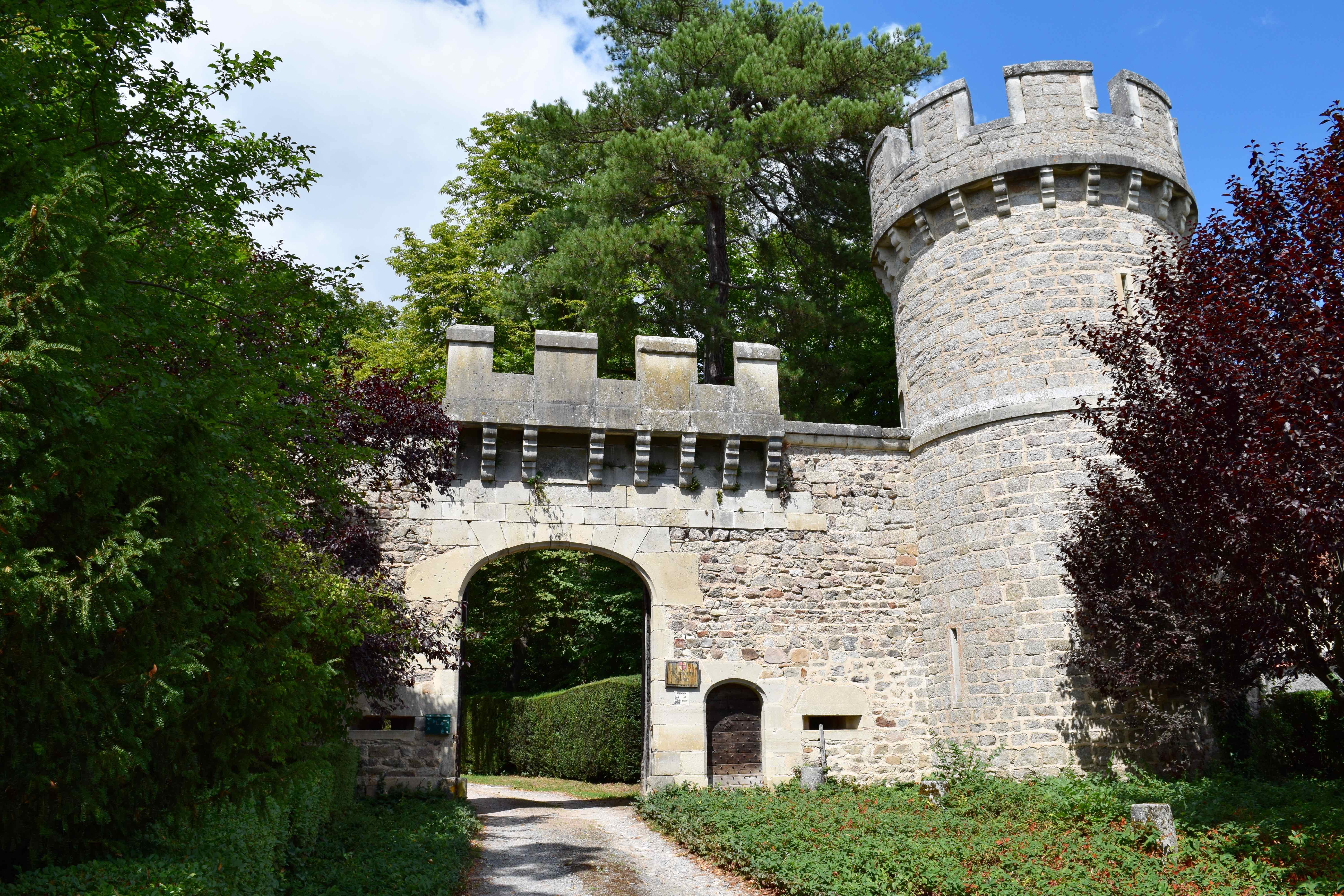
Schloss Joserand

## Bevölkerungsentwicklung
| Jahr                       | 1962 | 1968 | 1975 | 1982 | 1990 | 1999 | 2006 | 2013 |
| Einwohner                  | 298  | 275  | 260  | 232  | 255  | 306  | 394  | 505  |
| Quellen: Cassini und INSEE |      |      |      |      |      |      |      |      |

## Sehenswürdigkeiten
- Kirche Saint-Christophe
- Schloss Joserand